# Personnalité irakienne du christianisme
|  | Ce modèle n'est pas à inclure sur les articles. Référez-vous à Catégorie:Modèle lien vers portail pour trouver son équivalent. |

|  | Ce modèle n'est pas à inclure sur les articles. Référez-vous à Catégorie:Modèle lien vers portail pour trouver son équivalent. |

|  | Ce modèle n'est pas à inclure sur les articles. Référez-vous à Catégorie:Modèle lien vers portail pour trouver son équivalent. |